# Joaquim Carvalho
Joaquim da Silva Carvalho MOIH (Barreiro, Barreiro, 18 de abril de 1937 — 5 de abril de 2022) foi um futebolista português que jogava de goleiro.

## Biografia
Entre 1958 e 1958 jogou no Luso Futebol Clube, donde se transferiu para o Sporting Clube de Portugal, onde se manteve até 1970 e onde venceu três Campeonatos Português de Futebol, uma Taça de Portugal e o único troféu internacional do clube, a Taça das Taças de 1964, e daí para o Atlético Clube de Portugal, entre 1970 e 1972, onde terminou a sua carreira.
Morreu a 5 de abril de 2022, aos 84 anos.

## Seleção
Carvalho representou a seleção nacional em seis ocasiões.
Foi um dos guarda-redes da Selecção Portuguesa na Copa do Mundo FIFA de 1966.

## Honras
A 19 de Dezembro de 1966 foi agraciado com a Medalha de Ouro da Ordem do Infante D. Henrique.

## Títulos
- Primeira Liga: 1961–62, 1965–66, 1969–70
- Taça de Portugal: 1962–63
- Taça dos Clubes Vencedores de Taças: 1963–64